# Канастеро світлохвостий
Канасте́ро світлохвостий (Asthenes huancavelicae) — вид горобцеподібних птахів родини горнерових (Furnariidae). Ендемік Перу. Раніше вважався підвидом білочеревого канастеро.

## Підвиди
Виділяють два підвиди:
- A. h. usheri Hellmayr, 1925 — південь центрального Перу (долини річок Ріо-Пампа і Тамбо в регіоні Апурімак);
- A. h. huancavelicae (Reichenbach, 1853) — захід і південь центрального Перу (локально в Анкаші, а також в Уанкавеліці, Уануко і Аякучо).

Деякі дослідники визнають підвид A. h. usheri як окремий вид Asthenes usheri.

## Поширення і екологія
Світлохвості канастеро живуть у високогірних чагарникових заростях, віддають перевагу посушливим районам, порослим колючими чагарниками і кактусами, зокрема Schinus molle, Carica, Tecoma і Spartium. Зустрічаються на висоті від 1800 до 8800 м над рівнем моря.